# Garons

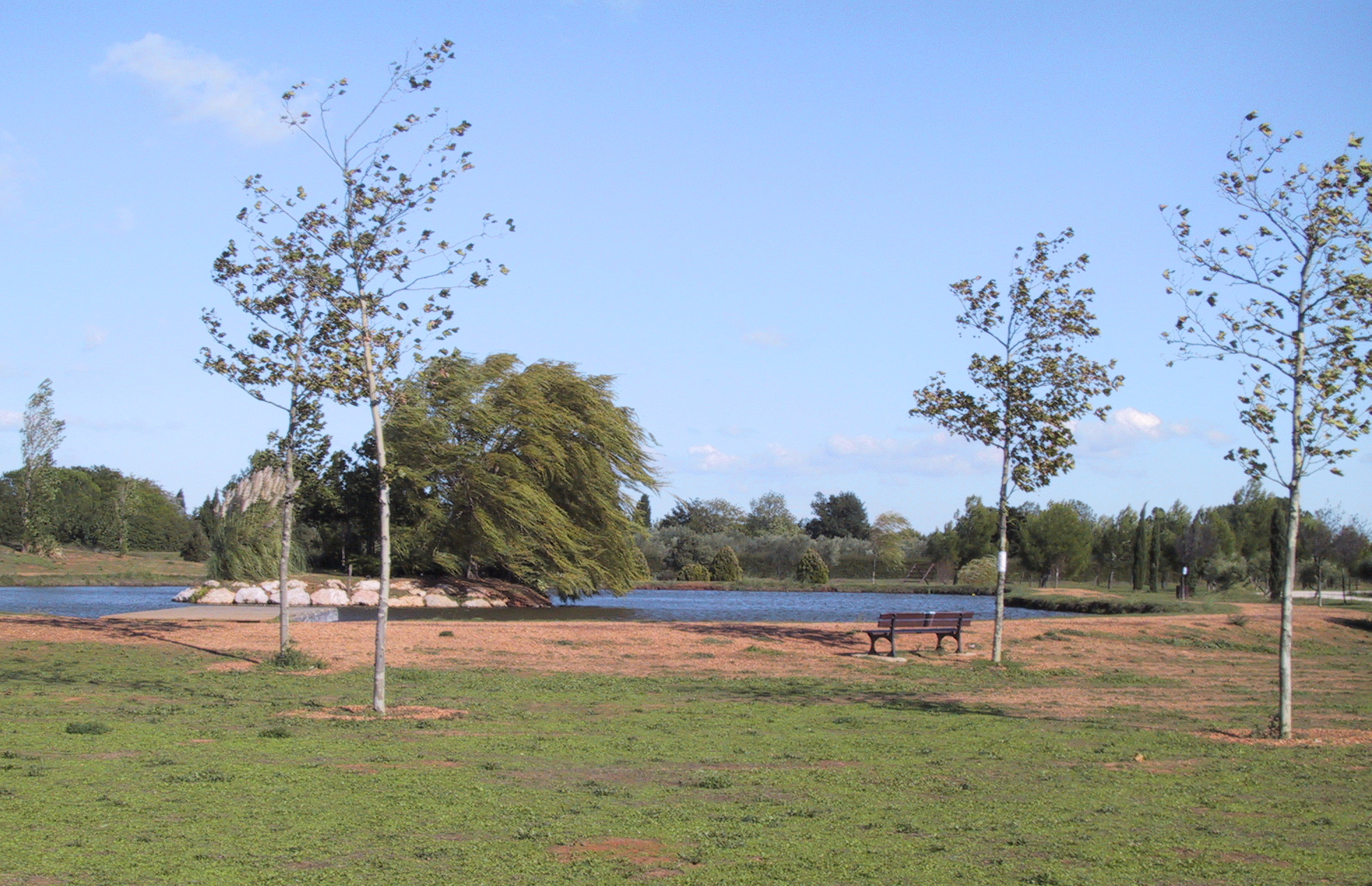
Gemeindepark

Garons ist eine französische Gemeinde mit 5244 Einwohnern (Stand 1. Januar 2022) im Département Gard in der Region Okzitanien.

## Geografie
Garons liegt wenige Kilometer südlich der Stadt Nîmes. Die Nachbargemeinden sind Bouillargues im Norden, Bellegarde im Westen, Saint-Gilles im Südwesten und Caissargues im Westen. Die Gemeinde gehört dem Weinbaugebiet Costières de Nîmes an.

### Verkehr
Durch seine Lage direkt an der A54 und mit schnellem Zugang zur A9 ist Garons gut ans überregionale Straßennetz angebunden. Durch die Lage nahe der Stadt Nîmes ist auch eine schnelle Verbindung zum Bahn-Fernverkehr gewährleistet. Darüber hinaus verfügt Garons mit dem Aéroport de Nîmes-Garons über einen regionalen Flughafen. Dieser liegt in unmittelbarer Nähe zum Ortskern, zählt jedoch zum Gemeindegebiet von Saint-Gilles. Er stellt die Anbindung der Stadt Nîmes an den Luftverkehr dar, wird aber hauptsächlich von kleineren Airlines genutzt. Er wird außerdem für militärische Zwecke verwendet.

## Geschichte
Die hügelige Landschaft war bereits seit tausenden von Jahren besiedelt. Zur Zeit der römischen Besatzung existierten auf dem heutigen Gemeindegebiet zwei Villen, die Villa de Campagne und die Villa de Scieure. Der Ort Garons wurde im Jahr 640 erstmals schriftlich erwähnt. Er ging damals vom Besitz des westgotischen Königs Tulga in den Besitz des Bischofs von Nîmes über, woran sich bis zur Französischen Revolution nichts änderte. Im Verlauf der Hugenottenkriege blieb Garons dem katholischen Glauben treu, auch weil sie zu dieser Zeit nach wie vor vom Bischof regiert wurde. Dennoch wurden die Kirche und das Schloss zerstört. Beide wurden 1659 wieder aufgebaut. 1704 war Garons von Angriffen der Kamisarden betroffen. Sie töteten mehrere Menschen und zerstörten einige Häuser.
Während der Revolution wurden sowohl Kirche als auch  Schloss geplündert und später verkauft. Als Folge der Revolution fiel Garons der Gemeinde Bouillargues zu. Etwa zur selben Zeit kam es zu einem starken Anstieg der Bevölkerung. 1835 wurde der Ort auf Anordnung des Königs zur selbstständigen Gemeinde. Im Jahr 1857 wurde eine neue Kirche errichtet, deren Bau mit zahlreichen öffentlichen Diskussionen verbunden war. Im 19. Jahrhundert war Garons sehr stark vom Weinbau abhängig, weswegen die 1863 einsetzende Reblausplage den Ort besonders schwer schädigte. Der 1871 zum Bürgermeister gewählte Winzer Jacques Comy stellte Forschungen zur Bekämpfung der Reblaus an. Sein Vorgehen galt als sehr erfolgreich und wurde 1882 vom Landwirtschaftsministerium ausgezeichnet. In den 1950er-Jahren fanden zwei wichtige Vorgänge in der Gemeinde statt. Zum einen wurde die Landwirtschaft dank moderner Bewässerungstechniken auf ein neues Niveau gehoben. Zum anderen wurde 1958 mit dem Bau des Flughafens begonnen. Ab 1962 siedelten sich mehrere Familien von Pied-noirs und Harkis in Garons an.

### Bevölkerungsentwicklung
| Jahr      | 1962 | 1968 | 1975 | 1982 | 1990 | 1999 | 2009 | 2017 |
| --------- | ---- | ---- | ---- | ---- | ---- | ---- | ---- | ---- |
| Einwohner | 664  | 1317 | 2049 | 2788 | 3648 | 3692 | 4442 | 4895 |

## Grünflächen
Das Gemeindegebiet zählt insgesamt etwa 20 Hektar öffentliche Grünflächen. Die bedeutendsten sind der Gemeindepark mit acht Hektar und die Gärten der Mairie mit drei Hektar. Nachdem die Gemeinde im Jahr 2000 vom Département eine Auszeichnung für ihre Grünflächen erhalten hatte, wurde sie in die Liste der Villages fleuris aufgenommen.

## Gemeindepartnerschaften
Ab 1995 war der griechische Ort Kalyvia, der nahe Athen liegt, die erste Partnergemeinde von Garons. Im Jahr 2000 kam die norditalienische Gemeinde Revigliasco d’Asti hinzu. Im selben Jahr wurde Garons mit dem Goldene-Sterne-Preis für Städtepartnerschaften der Europäischen Union ausgezeichnet. Es kam der Wunsch nach einer weiteren Partnerschaft auf, wobei die Wahl auf das rheinland-pfälzische Flörsheim-Dalsheim fiel. Die Partnerschaftsvereinbarung wurde im Rahmen des Besuchs französischen Delegation in Flörsheim-Dalsheim im September 2012 unterzeichnet.

## Sport
Jedes Jahr im Januar ist der Ort Schauplatz einer Laufveranstaltung mit einem Hauptlauf über zehn Kilometer. Daran nehmen rund 400 Läufer teil. Daneben gibt es einen weiteren Lauf für die Schüler in Garons.

## Persönlichkeiten
- Raymond Pellegrin (* 1925; † 2007 in Garons), französischer Schauspieler
- Andréa Guiot (* 1928 in Garons; † 15. Februar 2021), französische Sopranistin